# Mas Soubeyran
Le Mas Soubeyran – niewielka wioska we Francji, w gminie Mialet, departament Gard, region Oksytania.
W miejscowości znajduje się "Musée du Désert" (muzeum powstania kamizardów), w zabytkowym domu jednego z przywódców powstania – Rollanda. Corocznie odbywa się tu zebranie wyznawców kalwinizmu z całego świata, tzw. Assemblée du Désert.